# روبن سودر
روبن سودر (بالسويدية: Robin Söder)‏ هو لاعب كرة قدم سويدي في مركز نصف الجناح، ولد في 1 أبريل 1991 في Magra ‏ في السويد. شارك مع منتخب السويد تحت 17 سنة لكرة القدم ومنتخب السويد تحت 21 سنة لكرة القدم. أما مع النوادي، فقد لعب مع نادي إيسبيرغ ونادي غوتبورغ.

## وصلات خارجية
- روبن سودر على موقع الاتحاد الأوربي (الإنجليزية)
- روبن سودر على موقع اتحاد السويد (السويدية)
- روبن سودر على موقع قاعدة بيانات كرة القدم.إي يو (الإنجليزية)
- روبن سودر على موقع ناشيونال فوتبول تيمز (الإنجليزية)
- روبن سودر على موقع Soccerway.com (الإنجليزية)
- روبن سودر على موقع عالم كرة القدم.نت (الإنجليزية)